# 始祖巨蜥属
始祖巨蜥属（学名：Archaeovaranus）是巨蜥科的一属。

## 下属物种
本属包括以下物种：
- 李氏始祖巨蜥 Archaeovaranus lii Dong, Wang, Zhao, Vasilyan, Wang & Evans, 2022，发现于中国湖北李官桥盆地的始新统(约5400-5300万年前)[1]